# Пивоваров Євген Павлович
Пивоваров Євген Павлович (нар. 4 листопада 1978, Харків) — доктор технічних наук, професор кафедри технології харчування Харківського державного університету харчування та торгівлі. Лауреат Державної премії України в галузі науки і техніки, керівник науково-виробничого кластеру між ХДУХТ, ТОВ «Капсулар» та ТОВ «Тайфун-2000». Політик, Народний депутат України IX скликання. Член тимчасової слідчої комісії ВРУ з питань перевірки та оцінки стану акціонерного товариства "Українська залізниця", розслідування фактів можливої бездіяльності, порушення законодавства України органами управління зазначеного підприємства, що призвели до значного погіршення технічного стану підприємства та основних виробничих показників (з 27 січня 2021).

## Життєпис

### Освіта
У 1995 році закінчив НВК з ліцеєм № 149 (м. Харків) із золотою медаллю.
У 2000 р. закінчив Харківську державну академію технології та організації харчування за спеціальністю «Технологія харчування», здобув кваліфікацію інженера-технолога (диплом з відзнакою).

### Наукова робота
23 жовтня 2003 р. захистив дисертаційну роботу на здобуття наукового ступеня кандидата технічних наук за спеціальністю 05.18.16 — технологія продуктів харчування.
23 грудня 2008 р. рішенням Атестаційної колегії МОН присвоєне Вчене звання доцента.
27 червня 2014 р. захистив дисертаційну роботу на здобуття наукового ступеня доктора технічних наук за спеціальністю 05.18.16 — технологія харчової продукції.
З 2014 року — по т.ч. — професор кафедри технології харчування ХДУХТ., м. Харків/.
Член спеціалізованої Вченої ради Харківського державного університету харчування та торгівлі, керівник науково-виробничого кластера Навчально-наукового інституту харчових технологій та бізнесу.
Наукова діяльність Пивоварова Є. П. знаходиться у площині створення інноваційних технологій продуктів харчування і вдосконалення технологічних процесів для їх реалізації.
Спеціаліст з підготовки інженерних і науково-педагогічних кадрів, в тому числі і вищої кваліфікації — підготував чотирьох кандидатів технічних наук.
Основні результати наукової діяльності представлені в 139 наукових працях, з них 121 наукового та 18 навчально-методичного характеру.
Євген Пивоваров отримав 25 патентів і авторських свідоцтв, розробив 27 нормативних документів — технічних умов і технологічних інструкцій на нову продукцію.
У 2010 Євген Пивоваров отримав грант Президента України для обдарованої молоді (Розпорядження № 263/2009-рп від 16.12.2009 р.) для реалізації проекту «Наукові основи одержання капсульних форм пробіотичних мікроорганізмів з використанням технології керованого вивільнення для профілактики мікробіоценозу шлунково-кишкового тракту людини», що підкреслює високий потенціал його наукової діяльності в реалізації соціальної політики забезпечення населення України високоякісними продуктами харчування з лікувально-профілактичною дією.
Наукові праці та накопичений ним виробничий досвід відомі в Україні та за кордоном. Євген Пивоваров увійшов до творчого колективу авторів роботи, що одержала Державну премію України в галузі науки і техніки на тему «Інноваційні технології виробництва харчової продукції нового покоління масового споживання» (Указ Президента України № 329/2012 від 18.05.2012 р.).

### Викладацька діяльність
Читає курси лекцій з дисциплін «Харчові технології», «Теоретичні основи харчових технологій», «Реалізація систем управління якістю», «Методологія наукових досліджень».
Пройшов шлях від аспіранта до кандидата технічних наук (2003 р.), доцента кафедри технології харчування (2008 р.) і доктора технічних наук (2014 р.).
Здійснює керівництво роботою аспірантів, науково-дослідницькою роботою студентів, курсовими та дипломними проектами, магістерськими роботами. Під його керівництвом захищено 4 дисертаційні роботи на здобуття наукового ступеня кандидата технічних наук за спеціальністю 05.18.16 — технологія продуктів харчування.[джерело не вказане 1320 днів]

### Підприємницька діяльність
Здійснення системної роботи щодо наукових досліджень в галузі розробки інноваційних технологій продуктів харчування дозволило впровадити наукові та професійні досягнення в підприємствах харчової промисловості.
Є співзасновником двох сучасних фабрик з виробництва харчової продукції, на яких організовано більше 400 робочих місць і щороку випускається понад 5 тисяч тон харчової продукції. 
Продукція виробляється під торговими марками «Пікнік-меню», «Creamoire», «Imperia», «Адміральська», «Jolino», «Jolino Kids», «Bio-Revival».
Стройіндустрія-1, яка непрямо пов'язана з Євгеном Пивоваровим, була замішана в кооперативній схемі, зокрема мерія Харкова за часів Кернеса віддала землю вартістю 10 мільйонів компанії депутата.

### Політична діяльність
На парламентських виборах 2019 року був обраний народним депутатом у виборчому окрузі № 175 від партії «Слуга народу». На час виборів: безпартійний, проживає в м. Харкові.
Член Комітету Верховної Ради з питань енергетики та житлово-комунальних послуг, голова підкомітету з питань централізованого водопостачання, водовідведення, виробництва тепла та теплопостачання.

### Громадська діяльність
За вагомий особистий внесок у реалізацію державної політики з питань сім'ї, дітей, жінок та молоді, активну громадську діяльність, професіоналізм, відданість справі та з нагоди Дня молоді Євген Павлович нагороджений Грамотою Харківської обласної ради (Розпорядження Харківської обласної ради № 62-н від 03.07.2013 р.).
Бере активну участь у роботі, спрямованій на запобігання негативним проявам та формування здорового способу життя у дитячому та молодіжному середовищі. Кілька років поспіль брав участь в організації та проведенні щорічних акцій «Анти — наркотик», «Життя без тютюну», «Анти — СНІД», «Збереження репродуктивного здоров'я молоді» тощо. Займався підготовкою волонтерів, які працювали у Харківській області під час проведення «ЄВРО 2012».
На волонтерських засадах проводив лекції, тренінги, майстер-класи для пільгових категорій дітей та молоді (діти — сироти та діти, позбавлені батьківського піклування; діти та молодь, які звільнилися з місць позбавлення волі; молоді матері, які мали намір відмовитися від новонародженої дитини тощо) спрямовані на підготовку до самостійного життя, набуття навичок побутового самообслуговування та забезпечення здорового харчування.

## Нагороди
- Грант Президента України для обдарованої молоді на 2010 рік (Розпорядження Президента України від 16.12.2009 № 263/2009-рп)[26];
- Диплом стипендіата в галузі науки імені Георгія Федоровича Проскури (з технічних наук, 2011 р.);
- Державна премія України в галузі науки і техніки (Указ Президента України № 329/2012 від 18.05.2012 р.);
- Почесна грамота Харківської обласної державної адміністрації (Розпорядження Харківської обласної державної адміністрації № 409 від 07.07.2012 р.);
- Грамота Харківської обласної ради (Розпорядження Харківської обласної ради № 62-н від 03.07.2013 р.);
- Почесна грамота Харківської обласної державної адміністрації та Харківської обласної ради (Розпорядження № 37/18 від 11.11.2014 р.);
- Нагорода Харківської обласної державної адміністрації «Молодіжний лідер року 2012» в номінації «Наукова діяльність»;
- Диплом переможця I ступеня в номінації «Кращий вітчизняний товар 2013 року» за розробку і впровадження технологій олійно-жирової продукції капсульованої. Диплом лауреата II ступеня «100 кращих товарів України — 2015».